# Horace Smith-Dorrien
Sir Horace Lockwood Smith-Dorrien (Berkhamsted, 26 maggio 1858 – Chippenham, 12 agosto 1930) è stato un generale britannico, comandante del II Corpo d'armata inglese e della 2ª Armata della British Expeditionary Force durante la prima guerra mondiale.

## Biografia

### I primi anni e gli inizi della carriera
Horace Smith-Dorrien nacque a Haresfoot, nelle vicinanze di Berkhamsted, dodicesimo di sedici figli. Fu educato alla Harrow School e il 26 febbraio 1876 entrò alla prestigiosa Royal Military Academy Sandhurst, venendo poi aggregato come ufficiale subalterno 95th Regiment of Foot. Il 1º novembre 1878, fu inviato in Sudafrica dove lavorò come ufficiale addetto ai trasporti. In questa occasione s'imbatté nella corruzione che affliggeva l'esercito, combattendola.
Durante la guerra anglo-zulu, Smith-Dorrien prese parte, il 22 gennaio 1879 alla battaglia di Isandlwana, servendo nel distaccamento della Royal Artillery. Non appena le forze zulu misero in rotta le truppe inglesi, Smith-Dorrien fu uno dei 55 soldati che riuscirono a mettersi in salvo, scappando sul suo pony. Le sue osservazioni sulla difficoltà di apertura delle casse di munizioni, poi, provocarono dei cambiamenti in tale attività per il resto della guerra. Nonostante fosse stato proposto per ricevere l'ambitissima Victoria Cross, per il fatto che durante quel drammatico evento continuò a provare ad aiutare i soldati in difficoltà, la proposta non passò mai attraverso i canali adeguati ed egli non ricevette mai tale decorazione. Continuò comunque a prestare servizio per tutto il resto della guerra.
Successivamente fu trasferito in Egitto con compiti di polizia, venendo nominato assistente del capo della polizia di Alessandria il 22 agosto 1882. Durante questo periodo, egli instaurò una forte amicizia con Horatio Herbert Kitchener, che sarebbe durata una vita, troncata solo dalla morte di Kitchener nel 1916. Il 30 dicembre 1885, fu testimone della battaglia di Gennis, l'ultima in cui i soldati britannici combatterono con la divisa rossa. Il giorno successivo gli fu affidato un comando indipendente e, dopo una coraggiosa azione dove andò oltre i suoi compiti, fu insignito del Distinguished Service Order.
Dal 1887 al 1889, Smith-Dorrien lasciò il comando attivo per trasferirsi allo Staff College di Camberley. Dopo di che ritornò al suo reggimento, dove comandò alcune unità durante la Campagna di Tirah.
Dopo questa esperienza fece ritorno in Egitto e combatté a Omdurman e comandò alcune unità durante la Crisi di Fascioda. Durante tale periodo fu promosso al grado di colonnello.
Il 31 ottobre 1899, s'imbarcò alla volta del Sudafrica, dove arrivò il 13 dicembre. Il 2 febbraio 1900, Lord Frederick Roberts lo nominò comandante della 19th Brigade e, l'11, fu promosso maggior generale. Egli giocò un ruolo importante durante la battaglia di Paardeberg (18-27 febbraio 1900), allontanando Kitchener e Henry Edward Colville dalla tattica di attaccare il nemico quando trincerato, consigliando di attaccarlo in campo aperto. Inoltre egli, grazie alle sue ottime qualità di comandante, fu uno dei pochi ufficiali inglesi a migliorare la sua reputazione durante la seconda guerra boera.
Il 22 aprile 1901, gli fu ordinato di ritornare in India dove, sotto il comando di Kitchener, divenne Aiutante Generale (6 novembre 1901). Fu poi insediato al comando della 4th Division in Belucistan, comando che mantenne fino al 1907.

### L'Aldershot Command e altri compiti in patria
Fece poi ritorno in Gran Bretagna e nel 1907 fu posto a capo dell'Aldershot Command. Durante questo periodo, egli attuò una serie di riforme volte a migliorare la vita del soldato medio. Una di queste fu quella di eliminare la pratica di controllare, tramite dei picchetti, i soldati quando sono al di fuori della base. Un'altra fu quella di aumentare gli impianti sportivi. Queste riforme riscossero molto successo, pur venendo criticate implicitamente dal suo predecessore, il generale John French.
Aumentò la frequenza e migliorò il metodo dell'addestramento della precisione di tiro di tutti i soldati. Inoltre, durante tale periodo, gli alti ranghi era divisi su quale fosse l'uso migliore della cavalleria. Smith-Dorrien, insieme a Sir Frederick Roberts, a SirIan Standish Monteith Hamilton e ad altri dubitava del suo effettivo uso come "cavalleria", ritenendo che sarebbe stata più utile come fanteria a cavallo. Proprio per questo motivo, incominciò a migliorare la precisione di tiro della cavalleria. Questo non lo fece molto benvoluto da parte di coloro che sostenevano l'utilità dei cavalieri utilizzati stricto sensu, come French e Haig. Inoltre si batté per l'acquisto da parte dell'esercito di nuove e migliori mitragliatrici.
Sebbene Smith-Dorrien fosse molto cortese e molto più (rispetto allo standard del periodo) di buon cuore verso le truppe, egli era anche molto noto per i suoi scatti d'ira, che potevano durare anche alcune ore prima che si fosse calmato. Molto probabilmente, questi improvvisi scatti erano dovuti a un dolore fisso al ginocchio, dovuto a un precedente incidente.
Il 1º marzo 1912 fu posto a capo del Southern Command e nel 1912 fu promosso generale.

### Prima guerra mondiale
Con lo scoppio della prima guerra mondiale, gli fu affidato il comando della "Home Defence Army"; dopo la morte del generale James Grierson, però, fu nominato a capo del II corpo d'armata della BEF dal generale Kitchener, nuovo Ministro della Guerra inglese. Il generale French avrebbe preferito il generale Herbert Plumer, ma Kitchener scelse Smith-Dorrien perché sapeva che non avrebbe esitato a opporsi a French qualora lo avesse ritenuto necessario.
Il suo II corpo d'armata ebbe il suo battesimo del fuoco a Mons, quando subirono l'impatto delle truppe tedesche guidate da Alexander von Kluck, che stavano cercando di aggirare lo schieramento Alleato.

#### Le Cateau
Smith-Dorrien, che in quel momento si trovava a Le Cateau-Cambrésis, si accorse che le sue forze, isolate, rischiavano di essere travolte. Decise dunque di concentrarle, supportato inoltre dalla cavalleria del generale Allenby e dalla 4th Division del generale Thomas D'Oyly Snow. Il 26 agosto 1914 capeggiò una vigorosa azione difensiva che, nonostante grosse perdite, fermò l'avanzata tedesca. Salvata dunque l'intera Forza di Spedizione (la BEF), fece ricominciare ordinatamente la ritirata.
La sua decisione di fermarsi e combattere fece infuriare French, che lo accusò di aver rischiato di far compromettere tutta la BEF. Questa affermazione non piacque ad Haig, comandante dell'altro corpo, che già riteneva che French fosse un incompetente.
Il II corpo di Smith-Dorrien prese parte anche alla prima battaglia della Marna e alla prima battaglia dell'Aisne, prima che gli Inglesi riuscissero ad essere più vicini alle loro linee di rifornimento.

#### Prima battaglia di Ypres
Partecipò alla prima battaglia di Ypres, che si risolse con una vittoria degli Alleati. Smith-Dorrien comandò le truppe britanniche anche a Neuve Chapelle, dove la linea difensiva prese il suo nome (si parla infatti di "Linea Smith-Dorrien"). Il 26 dicembre 1914 Smith-Dorrien ricevette il comando della Second Army.

#### Seconda battaglia di Ypres
Durante la seconda battaglia di Ypres, gli Inglesi dovettero difendere un saliente pressoché indifendibile. Il 22 aprile 1915, per la prima volta, sul Fronte occidentale, i Tedeschi usarono gas venefici e si registrarono perdite molto pesanti. Il 27 aprile, Smith-Dorrien consigliò di ritirarsi verso una posizione più difendibile. Il 30 aprile, Haig scrisse sul suo diario:
French sfruttò il "pessimismo" del consiglio di ritirarsi come scusa per far destituire Smith-Dorrien, cosa che avvenne il 6 maggio. Il suo rimpiazzo, il generale Herbert Plumer, raccomandò un ritiro quasi identico a quello proposto da Smith-Dorrien, ma French lo accettò. Nel dicembre del 1915, lo stesso French fu rimosso da Kitchener ed al suo posto di comandante della BEF fu nominato il generale Douglas Haig.
Più tardi, French, nel suo libro "1914", attaccò Smith-Dorrien, al quale, essendo ancora in servizio, fu negato il permesso di rispondere pubblicamente alle accuse del suo ex-superiore.

### Il resto della guerra
Dopo un periodo trascorso in Gran Bretagna, Smith-Dorrien fu assegnato al comando delle truppe inglesi che combattevano nell'Africa Orientale tedesca, ma durante il viaggio verso il Sudafrica contrasse una polmonite, che gli impedì di prendere il comando, venendo quindi sostituito dal generale Jan Smuts. Il resto della guerra non lo vide prendere parte a particolari eventi militari. Il 29 gennaio 1917, Smith-Dorrien fu nominato Governatore della Torre di Londra.

### Gli ultimi anni di vita

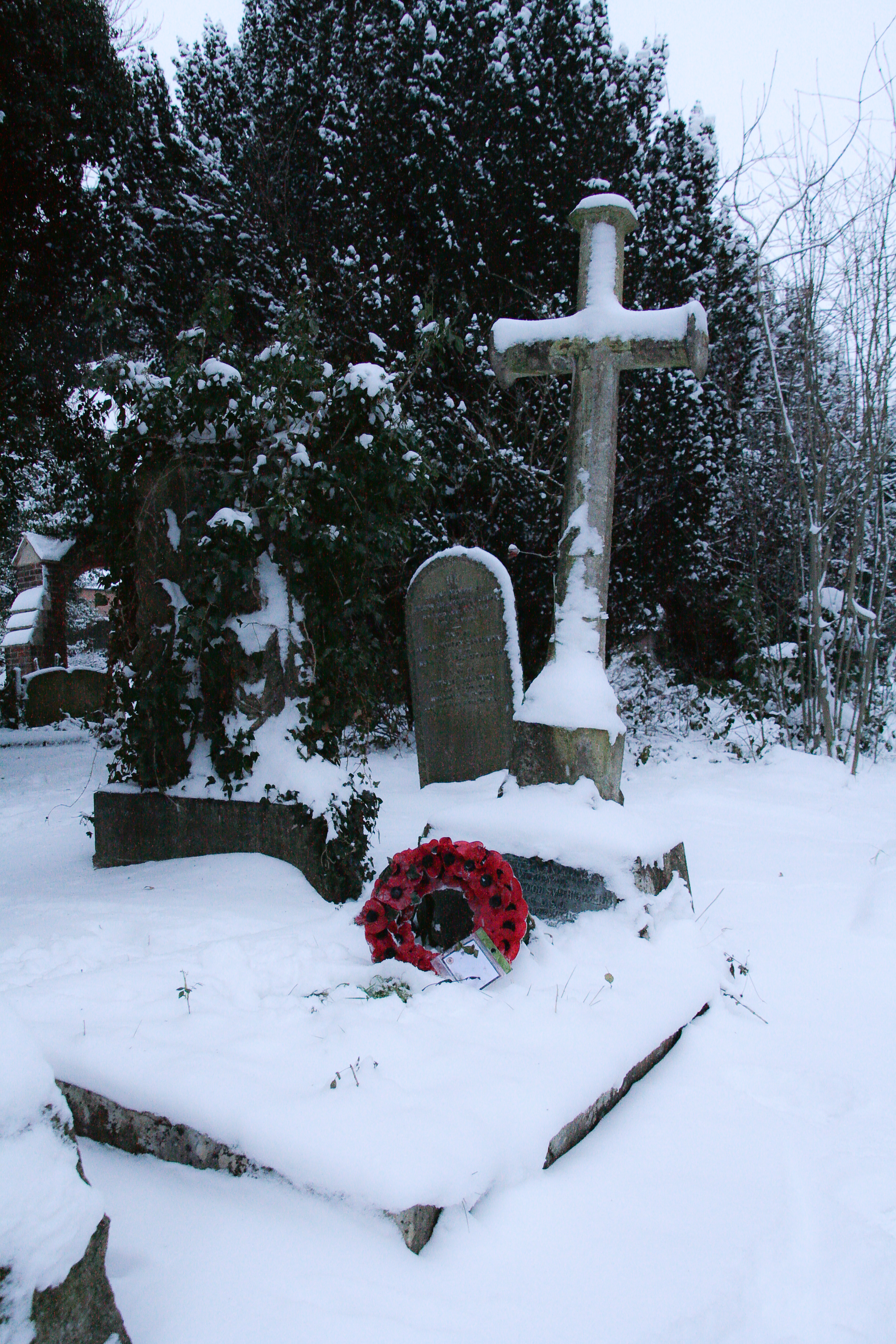
La tomba di Horace Smith-Dorrien a Berkhamsted.

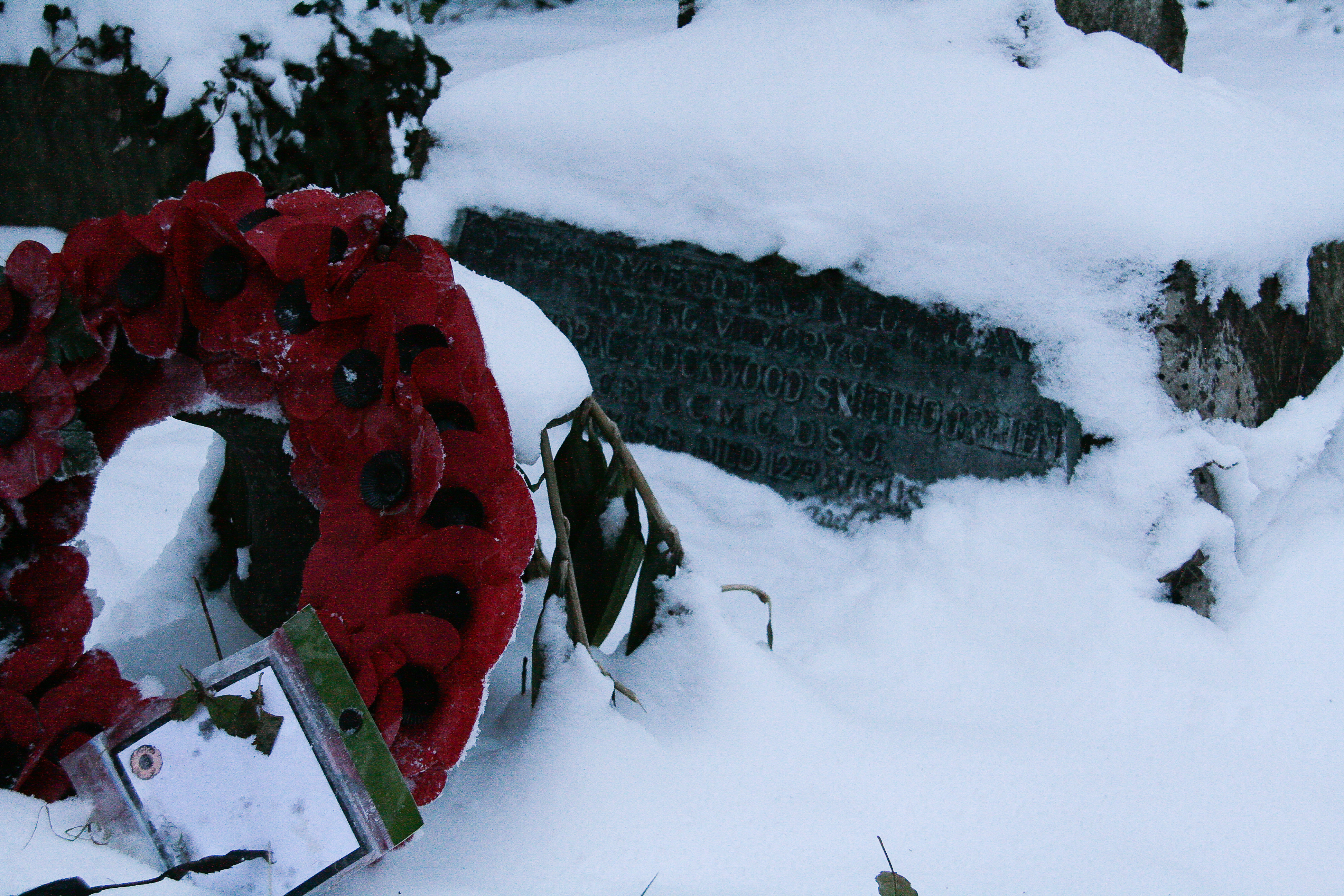
Primo piano della placca presente sulla pietra tombale.

Il suo incarico successivo fu quello di Governatore di Gibilterra, che mantenne dal 9 luglio 1918 al 26 maggio 1923, dove introdusse alcuni elementi di democrazia e chiuse alcuni bordelli.
Fu congedato nel settembre del 1923, vivendo prima in Portogallo e poi in Gran Bretagna. Lavorò alle sue memorie, che furono pubblicate nel 1925. Nonostante il trattamento ricevuto da French, nello stesso anno, al funerale del suo ex-comandante, egli fu uno dei portatori della bara, un gesto che fu molto apprezzato dal figlio del defunto.
Prese parte al film La battaglia di Mons, girato nel 1926, dove interpretò se stesso.
Morì il 12 agosto 1930, all'età di 72 anni, a seguito dei traumi riportati in un incidente automobilistico a Chippenham, nel Wiltshire. Fu seppellito nel "Three Close Lane Cemetery", a Berkhamsted.